# Maravillas Lamberto
Maravillas Lamberto Yoldi (Larraga, 28 de junio de 1922 - 15 de agosto de 1936) fue una adolescente víctima del bando golpista en la guerra civil española de 1936 en Navarra. Fue detenida junto a su padre, Vicente Lamberto, en el inicio de la guerra civil española, fue violada y luego asesinada junto a su padre, por falangistas, con apenas catorce años de edad. Se ha convertido en un ejemplo de la barbarie y la represión que se desató en España tras el golpe de Estado del 18 de julio de 1936.

## Biografía y asesinato
Maravillas Lamberto nació el 28 de junio de 1922 en la localidad navarra de  Larraga (España), era la mayor de tres hermanas. Hija de Vicente Lamberto Martínez, campesino militante de la Unión General de Trabajadores (UGT), y Paulina Yoldi. 
El 18 de julio de 1936 se produjo el golpe de Estado contra el gobierno de la Segunda República Española, siendo Navarra uno de los principales territorios donde se fraguó la conspiración, tanto en lo militar como en lo civil. Por la parte militar, el general Emilio Mola era el  gobernador militar de Pamplona y estaba al mando de la 12.ª Brigada de Infantería y, por la parte civil, la presencia de la Comunión Tradicionalista y del Requeté carlista era mayoritaria. Navarra quedó desde el primer momento bajo el dominio de los insurrectos y en su territorio no se realizó ninguna acción ni hecho bélico.
A las tres de la madrugada del 15 de agosto de 1936, una pareja de la Guardia Civil del puesto de Artajona acompañada de dos civiles, el miembro de Falange Julio Redín Sanz, y el requeté conocido como "el hijo del churrero de Larraga" se presentaron en el domicilio de la familia Lamberto Yoldi para detener a Vicente Lamberto con el propósito de llevarlo a la casa consistorial e interrogarlo, presuntamente por su pertenencia a la UGT. Ya antes había sido amenazado con expulsarle de Larraga.
En ese momento toda la familia se encontraba en casa, Maravillas, que tenía 14 años, estaba con su hermana Pilar de 10 años en su habitación. En otra estancia su hermana pequeña Josefina de 7 años de edad y la esposa de Vicente, Paulina Yoldi. Durante la detención de Vicente, la Guardia Civil manifestó que lo llevaban al ayuntamiento para interrogarlo; Maravillas pidió acompañarle, a lo que estos accedieron. 
En el ayuntamiento el padre fue encerrado en el calabozo y la niña fue subida a las dependencias superiores donde fue violada repetidas veces, algunas de ellas en presencia de su padre, por la comitiva que le detuvo,  entre ellos estaba el entonces secretario municipal del ayuntamiento de Larraga. Posteriormente, sobre las cinco de la madrugada, los sacaron en un vehículo y los llevaron a un bosque que se encuentra en Ibiricu Deierri, donde volvieron a violar a la niña y luego asesinaron a ambos. Tras su muerte, arrojaron el cuerpo desnudo de la niña a los perros, unos vecinos encontraron los restos una semana después de los hechos y los quemaron. Los asesinos hicieron gala pública de sus actos sin que les sucediera nada por ellos.
Poco después, la Guardia Civil volvió a registrar la casa y a detener a la madre, Paulina Yoldi. Los bienes de la familia fueron repartidos entre algunos vecinos del pueblo, la yegua que tenían se la quedó el panadero de Larraga alegando que Vicente le debía dinero, y la familia quedó en la indigencia teniendo que trasladarse a Pamplona para poder buscar medios de vida. Estos hechos las marcaron para siempre.

## La hermana Josefina
Josefina, cinco años después, ingresó en un convento de monjas. Por los antecedentes familiares, fue enviada a un convento de Karachi (Pakistán), donde tenía prohibido el trato con el resto de monjas y no podía aprender lenguas para evitar el trato con los nativos. Tras la muerte del dictador Franco, la destinaron a Madrid, y aprovechó para interesarse por su padre y su hermana asesinados. Por ello la superiora del convento, al considerar que "algo harían", le prohibió las salidas del convento. En 1992 perdió su vocación religiosa, dejó el convento y se instaló en Pamplona.
Josefina fue una de las fundadoras de la Asociación de Familiares de Fusilados de Navarra (AFFNA-36). Llevó el caso de los asesinatos de su hermana y su padre a un juzgado de Buenos Aires, por lo que en 2014 entró a formar parte de la llamada «querella argentina contra los crímenes del franquismo».

## Homenajes

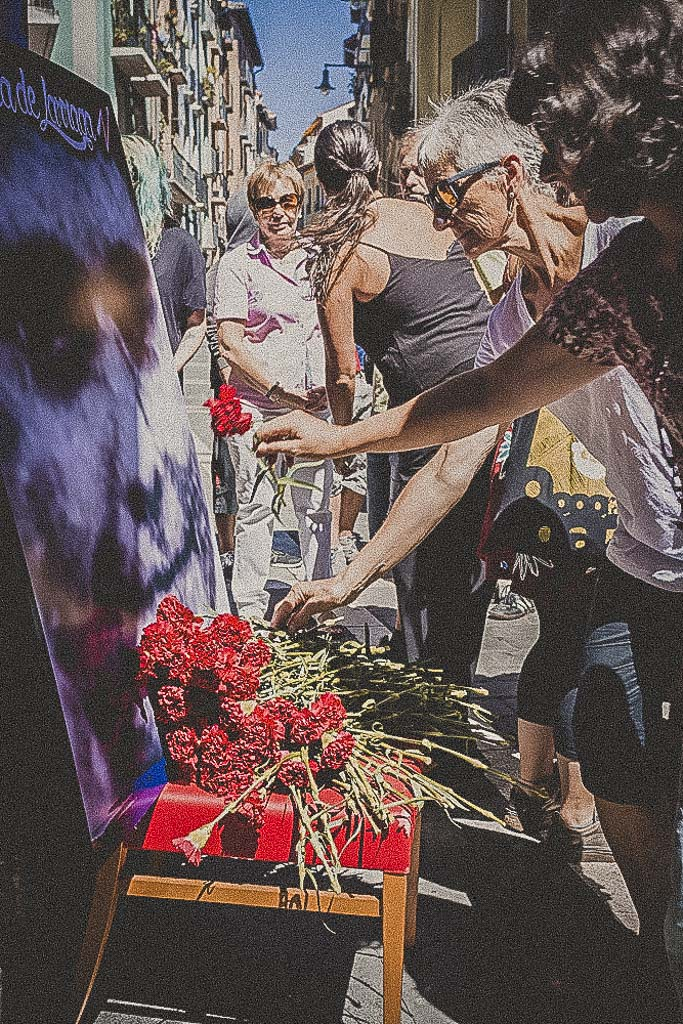
Homenaje a Maravillas Lamberto en Pamplona, 2018

El cantautor navarro Fermín Balentzia, entre otras canciones dedicadas a víctimas de la guerra civil, tiene una dedicada a esta niña con el título: "Maravillas", del álbum con el mismo nombre.
Oficialmente no se ha realizado en Larraga ningún homenaje a esta víctima, ni a las otras 45 personas asesinadas en el pueblo durante la Guerra Civil. El ayuntamiento del pueblo se negó a la petición de dedicarle una calle en septiembre de 2008 (con votos en contra de concejales independiente afines a Unión del Pueblo Navarro y de los del Partido Socialista de Navarra). Sin embargo el colectivo Ahaztuak 1936-1977 (Olvidados 1936-1977, en euskera) celebró el 26 de octubre de 2008 un homenaje a todas estas víctimas en la que participaron cientos de personas. En la fachada de "Auzolan Elkartea" se colocó una placa dedicada a la niña Maravillas Lamberto y al resto de los fusilados. La única hermana de Maravillas entonces  viva, Josefina, estuvo en este homenaje.
La novela Golgota del músico y escritor de Vitoria Xabier Montoya, narra estos hechos.
El grupo musical Berri Txarrak en su disco Payola editado en septiembre de 2009, tiene una canción titulada "Maravillas" dedicada a esta víctima.
El 28 de abril de 2012 la hermana de Maravillas, Josefina, descubrió una placa en la casa donde nació y que da nombre a un tramo de esa calle de Larraga.
El 2 de diciembre de 2017, en la inauguración oficial del gaztetxe del Casco Antiguo de Pamplona, se dio a conocer que el nombre de este centro sería Maravillas en honor de Maravillas Lamberto. En el acto de inauguración en el que se dio a conocer el nombre, participó la hermana de Maravillas, Josefina, que agradeció tal dedicación entendiendo que la memoria histórica era necesaria para no olvidar los crímenes cometidos en el pasado.
El 10 de febrero de 2018, bajo el mandato del alcalde Joseba Asiron, el Ayuntamiento de Pamplona inauguró una plaza en su nombre en el moderno barrio de Lezkairu. Esta nueva plaza consta de 13 000 metros cuadrados, similar a la plaza del Castillo, con zonas verdes y columpios a la que se anexan 6.000 metros cuadrados en forma de L en los que se levantarán viviendas. Josefina asistió al acto de inauguración, al que también asistieron autoridades del ayuntamiento.

## Libro
El escritor Xabier Susperregi (Errenteria, 1971) escribió en 2024 el libro titulado Maravillas Lamberto, cuyo acto de presentación se realizó en Larraga el 26 de abril de 2024.